# Dietrich von Orsbeck

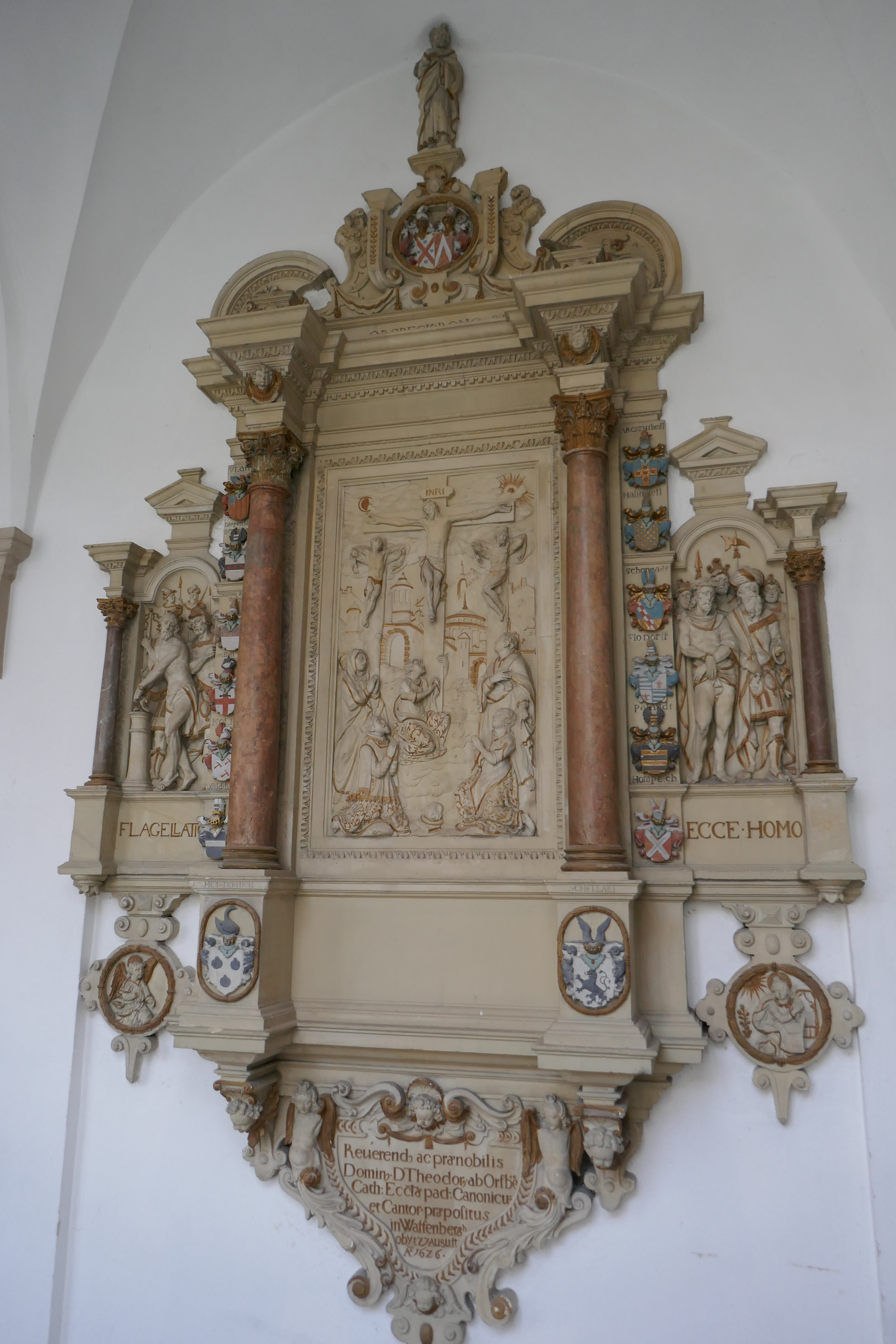
Epitaph im Paderborner Dom

Dietrich von Orsbeck (* unbekannt; † 27. August 1626) war Domherr in Münster und Paderborn.

## Leben
Dietrich von Orsbeck entstammte der Familie von Orsbeck, die seit dem 12. Jahrhundert im Besitz von Orsbeck war. Sie starb mit dem Trierer Kurfürsten Johann Hugo von Orsbeck (1634–1711) aus.
Dietrich wurde als Sohn des Engelbert von Orsbeck und dessen Gemahlin Elisabeth von Bongart geboren. Er ließ am 24. Januar 1615 eine kaiserliche Zusage auf ein Kanonikat vorlegen. Nach dem Tode des Domherrn Kaspar Ketteler nahm er am 5. Mai 1616 dessen Dompräbende in Besitz. Er studierte 18 Monate in Italien. Am 23. Juni 1623 verzichtete er, weil ihm die erforderliche Emanzipation verweigert wurde. Dietrich war auch Domherr und Domkantor in Paderborn.
Sein Epitaph befindet sich im Kreuzgang des Paderborner Doms.